# Araneus chunhuaia
Araneus chunhuaia là một loài nhện trong họ Araneidae.
Loài này thuộc chi Araneus. Araneus chunhuaia được miêu tả năm 1988 bởi Zhu, Tu & Hu.